# Sarran
Sarran település Franciaországban, Corrèze megyében. Lakosainak száma 274 fő (2022. január 1.). Sarran Chaumeil, Corrèze, Meyrignac-l’Église, Rosiers-d’Égletons, Saint-Yrieix-le-Déjalat és Vitrac-sur-Montane községekkel határos.

## Népesség
A település népessége az elmúlt években az alábbi módon változott:
| Lakosok száma | 367  | 293  | 275  | 282  | 265  | 271  | 275  | 275  | 274  | 274  |
|               | 1968 | 1982 | 1990 | 2006 | 2013 | 2015 | 2017 | 2019 | 2020 | 2022 |